# Biserica „Adormirea Maicii Domnului” din Calafat
Biserica „Adormirea Maicii Domnului” din Calafat este o biserică ortodoxă monument istoric din Calafat, România. În urma creșterii demografice din anii 1860 a devenit necesară construcția unui alt lăcaș de cult. Pe 8 iulie 1867 a fost făcut un proces verbal al Consiliului urbei care consemna următoarele: „Pentru noua Biserică trebuie să luăm precauțiuni spre a se începe pregătirea materialului prin orice mijloace s-ar găsi de cuviință ca o chestiune foarte urgentă”. Clădirea bisericii, ridicată din zid, a fost sfințită în anul 1869. În anul 1925 edificiul de cult a fost renovat prin efortul și contribuția enoriașilor.